# Chrysotus polaris
Chrysotus polaris är en tvåvingeart som beskrevs av Negrobov, Tsurikov och Maslova 2000. Chrysotus polaris ingår i släktet Chrysotus och familjen styltflugor.
Artens utbredningsområde är Ukraina. Inga underarter finns listade i Catalogue of Life.